# 11757 Salpeter
11757 Salpeter (2799 P-L) là một tiểu hành tinh vành đai chính.